# جامعة ديتون
جامعة ديتون (وتختصر يو دي) هي جامعة أمريكية، خاصة، كاثوليكية ، ومركز أبحاث وطني. تقع جامعة ديتون في مدينة ديتون، سادس أكبر مدينة في ولاية أوهايو. تأسست الجامعة في عام 1850 م وهي مشغلة عن طريق مجتمع مريم. تعتبر جامعة ديتون واحدة من أصل ثلاث جامعات كاثوليكية في الولايات المتحدة، وأكبر جامعة خاصة في ولاية أوهايو.
يوجد في الجامعة قرابة 8000 طالب منتظم في مرحلة البكالوريوس و 3000 طالب في مرحلة الدراسات العليا. وتقدم الجامعة أكثر من 70 تخصص في كل من الفن والعلوم والاقتصاد والتعليم والهندسة والحقوق. ولقد كانت الجامعة أول من يقدم درجة البكالوريوس في حقوق الإنسان والذي بدأ في عام 1988 م.

## الحرم الجامعي
يقع الحرم الجامعي على الحدود الجنوبية لمدينة ديتون بمساحة 388 فدان (1.57 مليون متر مربع). ينقسم إلى أربعة أقسام - الحرم الجامعي التاريخي، الحرم الجامعي الغربي، الحرم الجامعي المقابل للنهر، ومجمع الساحة الرياضية. يضم الحرم الجامعي 38 مبنى أكاديمي، بحثي، ورياضي، وإداري .

## الوصلات الخارجية
- الموقع الرسمي